# Goduine Koyalipou
Goduine Koyalipou (Bangui, 15 de febrero de 2000) es un futbolista centroafricano. Juega de delantero y su equipo es el Levante U. D. de la Primera División de España.

## Trayectoria
Realizó sus inferiores en el Chamois Niortais Football Club y debutó el 28 de enero de 2017 en un encuentro ante el Les Genêts d'Anglet Football por el grupo H del Championnat National 2. El partido terminó con derrota de 0-2 y Koyalipou ingresó de cambio al 63' por Sander Benbachir.
Para la temporada 2017-18 de la Ligue 2 fue convocado al primer equipo del Chamois Niortais Football Club donde jugó 14 partidos y anotó 3 goles. Su debut fue ante el Stade de Reims el 8 de diciembre de 2017.
En el 2021 fue fichado por el Football Club Lausanne-Sport de la Superliga de Suiza, en su primera temporada en Suiza su equipo perdió la categoría tras quedar último de la tabla con 22 puntos. Posteriormente jugó la temporada 2022/23 en la Challenge League.